# Coronopus
Coronopus é um género botânico pertencente à família Brassicaceae.